# Friedrich Brokmeier
Friedrich Brokmeier (* 3. Juni 1893 in Detmold; † 11. Dezember 1968 in Hamburg) war ein deutscher Jurist. Er wurde von der französischen Besatzungsmacht 1946 zum Bürgermeister von Neunkirchen ernannt.

## Leben
Brokmeier erwarb zunächst einen Abschluss als Diplom-Volkswirt an der Fürst Leopold-Akademie in Detmold, studierte dann Rechtswissenschaften und arbeitete vom 1. April 1927 bis zum 28. Februar 1935 als besoldeter Beigeordneter des Neunkircher Bürgermeisters Georg Blank. Nach dem Anschluss des Saarlandes an das Deutsche Reich verbrachte er die Herrschaft der Nationalsozialisten in der Emigration, zunächst in Straßburg, dann in Nizza. Nach Kriegsende kehrte er in das Saarland zurück. Er wurde von der Militärregierung zum Bürgermeister von Neunkirchen ernannt. In das Amt eingeführt wurde er am 2. Mai 1946 durch Kreiskommandant Major de Mahuet und Landrat Steines.
Die erste freie Stadtratswahl in Neunkirchen fand am 15. September 1946 statt. Brokmeier wurde als Mitglied der sozialdemokratischen Fraktion in den Stadtrat gewählt und am 22. September 1946 zum ersten gewählten ehrenamtlichen Bürgermeister von Neunkirchen nach dem Krieg. Die erste Ernennung durch die französische Militärregierung und der europafreundliche Kurs der SPS führte innerhalb der Partei zu einem Eklat, der schließlich in einer Spaltung der Partei mündete. Noch im November 1954 wurde ein anonymes Flugblatt veröffentlicht, in dem Brokmeier als „Büttel der französischen Besatzungsmacht“ beschimpft wurde.
In seine Amtsperiode fielen unter anderem die Bewältigung der Nachkriegsjahre, das 25-jährige Stadtjubiläum, die Wiederinbetriebnahme der Neunkircher Hütte und die Durchführung der Volksabstimmung über das Saarstatut.
Am 5. Juni 1956 endete seine Amtszeit. Sein Nachfolger wurde Josef Frank.
Friedrich Brokmeier war mit seiner Ehefrau Marga verheiratet. Das Paar hatte zwei Söhne. Einer ihrer Söhne ist der Politikwissenschaftler Peter Brokmeier, der als Experte für Hannah Arendt gilt.